# تفسير التوراة (كتاب)
التفسير هو ترجمة إلى العربية للكتاب المقدس العبري على يد الحاخام اليهودي سعديا جاؤون في القرن العاشر الميلادي، وهي أول ترجمة عربية كاملة لجميع كتب التناخ. انتشرت هذه الترجمة بين اليهود والسامريين والمسيحيين. استخدمه سعديا جاؤون هذا الكتاب في نزاعاته مع القرائيين. في القرن الحادي عشر الميلادي، ترجم إبراهيم بن عزرا أجزاء منه إلى العربية بأحرف عبرية للقراء اليهود.